# Південно-Західна Африканська кампанія
Південно-Західна Африканська кампанія Першої світової війни (1914–1915) — військова кампанія, що тривала на південному заході Африканського континенту, в переважній більшості на території німецької колонії Південно-Західна Африка за часів Першої світової війни.